# День мисливців
«День мисливців» (англ. Day of the Hunters) — науково-фантастичне оповідання американського письменника Айзека Азімова, вперше опубліковане у листопаді 1950 журналом Future Science Fiction and Science Fiction Stories. Увійшло до збірки «Купуємо Юпітер та інші історії» (1975).

## Сюжет
Група техніків в барі зустрічає п'яного незнайомця, згодом з'ясовується, що він був професором університету, який не тільки побудував машину часу, але й подорожував з її допомогою назад в мезозойську еру, щоб дізнатись, про причину вимирання динозаврів. Він розказує, що до моменту його прибуття, всі великі динозаври вже були винищені маленькими розумними ящірками зі своєї вогнепальної зброї, які надалі знищили і свій вид своєю ворожнечею.